# Alfred Austin
Alfred Austin (Leeds, 30 de maio de 1835 – Ashford, 2 de junho de 1913) foi um poeta inglês que foi nomeado Poeta Laureado em 1896, após um intervalo após a morte de Tennyson, quando os outros candidatos haviam causado controvérsia ou recusado a honra. Alegava-se que ele estava sendo recompensado por seu apoio ao líder conservador Lord Salisbury nas Eleições Gerais de 1895. Os poemas de Austin são pouco lembrados hoje, sendo seu trabalho mais popular idílios em prosa celebrando a natureza. Wilfred Scawen Blunt escreveu sobre ele: "Ele é um raciocinador agudo e pronto, e está bem versado em teologia e ciência. É estranho que sua poesia seja tão fraca e ainda mais estranho que ele imagine que seja imortal."